# Julius Karl von Groß genannt von Schwarzhoff
Pour les articles homonymes, voir Groß.
Julius Karl von Groß genannt von Schwarzhoff (né le 7 septembre 1850 à Magdebourg et mort le 16 avril 1901 à Pékin) est un général de division prussien et chef d'état-major du haut commandement de l'armée en Asie de l'Est.

## Biographie

### Origine
Ses parents sont le général d'infanterie Julius von Groß (1812-1881) et son épouse Berta, née von Lettow (1821-1910). En raison de l'association du nom prussien et des armoiries avec la famille von Schwarzhoff, il utilise le nom de von Groß genannt von Schwarzhoff à partir du 6 février 1835.

### Carrière militaire
Groß étudie au lycée de Magdebourg et, après avoir obtenu son diplôme le 1er avril 1870, entre au 2e régiment à pied de la Garde de l'armée prussienne. Il participe aux batailles de Saint-Privat, Beaumont et Sedan ainsi qu'au siège de Paris pendant la guerre contre la France. Récompensé de la croix de fer de 2e classe, il passe trois ans à partir de 1874 à l'Académie de guerre de Berlin, où il montre un talent pour les langues étrangères. Transféré au bataillon de tirailleurs de la Garde (de) le 2 janvier 1878, il est promu premier lieutenant en 1879 et chargé de participer aux manœuvres en Suisse en 1879. Mis en service à l'état-major en mai 1880, il est promu capitaine en 1882.
De 1885 à 1887, Groß est affecté à l'ambassade à Paris et travaille comme conseiller militaire de l'ambassadeur de l'Empire allemand Georg Herbert zu Münster lors des délibérations sur la Conférence de paix de La Haye. L'influence qu'il y développe au cours des négociations est significative, car il peut, tant en tant que soldat qu'en tant qu'homme politique, faire la lumière sur toutes les facettes des problèmes en jeu. Ce sont ses déclarations, dans lesquelles il explique de manière convaincante en français à l'assemblée, son point de vue sur la question du désarmement, qui contribuent le plus à son rejet final. Ses suggestions d'élargissement de la Convention de Genève, qu'il y fait, sont également très remarquables. Pour son travail, la Faculté de droit de l'Université de Königsberg lui décerne un doctorat honorifique. Le 22 octobre 1887, Groß est relevé de son commandement et transféré en tant que commandant de compagnie au 65e régiment d'infanterie à Cologne. Avec la promotion au grade de major le 13 novembre 1888, il est transféré à l'état-major et réintégré à l'état-major de l'armée. Après diverses nominations à l'état-major, Groß commande le 94e régiment d'infanterie en tant que colonel du 20 juillet 1897 au 17 avril 1900. Il est ensuite promu major général en tant que commandant de la 33e brigade d'infanterie à Altona.
Groß reçoit le 9 juillet 1900 le commandement de la 1re brigade d'infanterie d'Asie de l'Est et est nommé peu après chef d'état-major général du corps expéditionnaire d'Asie de l'Est le 12 août 1900. Sa situation en Extrême-Orient est très difficile. Cependant, malgré tous les efforts très divergents, il est étonnamment capable de rassembler encore et encore les alliés pour une action commune. Groß meurt le 16 avril 1901 dans l'incendie du Palais d'Hiver à Pékin, qui sert de quartier général du haut commandement de l'armée. Ses restes sont transportés en Allemagne et enterrés au cimetière des Invalides à Berlin.